# Листопад 2011
Листопа́д 2011 — одинадцятий місяць 2011 року, що розпочався у вівторок 1 листопада та закінчився в середу 30 листопада.

## Події
- 1 листопада
  - Чорнобильці штурмували паркан під Верховною Радою України і прорвалися під її стіни.
  - Померла Дороті Родем — 92-річна мати Держсекретаря США Гілларі Клінтон[1].
- 3 листопада
  - Верховна Рада скасувала квоти на українську музику в ефірі та зменшила квоти на національний аудіовізуальний продукт з 50% до 25%.
- 8 листопада
  - Українська ракета космічного призначення Зеніт-3ФГ вивела на опорну орбіту російську АМС «Фобос-Ґрунт». На відлітну траєкторію польоту до Марса через неполадки станція поки що не вийшла.
- 10 листопада
  - Помер чеський поет та дисидент Іван Мартін Їроус.[2]
- 11 листопада
  - Відбувся перший матч на оновленому НСК «Олімпійський». Збірна України і збірна Німеччини зіграли внічию 3:3.[3]
- 14 листопада
  - У Києві було арештовано підозрюваного в шахрайстві та підробці документів «доктора Пі» Андрія Слюсарчука.[4]
- 15 листопада
  - Відбувся перший матч на стадіоні «Арена Львів». Збірна України перемогла збірну Австрії 2:1.[5]
- 16 листопада
  - Посаду голови ради директорів Apple очолив доктор біохімії Артур Левінсон.[6]
- 17 листопада
  - Верховна Рада України 366 голосами ухвалила новий закон «Про вибори народних депутатів».[7]
- 19 листопада
  - В Одесі відкрито оновлений стадіон «Чорноморець».
- 24 листопада
  - АМС «Фобос-Ґрунт» передала телеметричну інформацію. Розшифрувати вдалося із другої спроби. Питання майбутнього станції відкрите.[8]
  - Білоруського правозахисника Олеся Біляцького було засуджено до 4,5 років колонії посиленого режиму начебто за «несплату податків в особливо великих розмірах».[9]
- 25 листопада
  - З космодрому Байконур запущена ракета-носій класу Протон-М з китайським супутником зв'язку АзіаСат-7[10].
  - Сонячне затемнення.
- 26 листопада
  - Російський газовий монополіст «Газпром» став єдиним власником білоруської газотранспортної системи (досі він володів 50% акцій).[11]
  - Військовий вертоліт НАТО атакував позіції пакистанських військ в агентстві Мохманд. 28 пакистанських солдатів загинули в результаті цієї атаки, ще 11 отримали поранення. У відповідь Пакистан перекрив проїзд через свою територію для натовських вантажівок, із зброєю і харчуванням для військ альянсу в Афганістані. США і НАТО поки що ніяк не відреагували на дану блокаду зі сторони Пакистану[12].
  - НАСА запустила марсохід Curiosity («Цікавість») для пошуку слідів життя на Марсі і вивчення геологічної історії планети[13].
- 27 листопада
  - Ліга арабських держав ввела санкції проти Сирії[14].
  - Жителі пакистанського агентства Мохманд закликали уряд країни оголосити джихад США та НАТО, у відповідь на вчорашнє вбивство 28 солдатів натівськими підрозділами. На мітингу було близько 500 чоловік. Тим часом представники НАТО зробили заяву, в котрій повідомили, що атака на пакистанські позиції була відповіддю на обстріл пакистанцями їх військових підрозділів. Цей інцидент серйозно зіпсував стосунки між Ісламабадом та Вашингтоном[15].
- 28 листопада
  - З космодрому Плесецьк запущено легку ракету-носій класу Союз-2.1б з навігаційним супутником Глонасс-М[16].
  - В Єгипті стартували парламентські вибори, котрі проходили в три етапи[17].